# Лебединська Галина Вячеславівна

Галина Лебединська. Портрет кошового отамана Івана Сірка. Копія. Запорізький краєзнавчий музей

Галина Вячеславівна Лебединська — російська антрополог, скульптор, учениця Михайла Герасимова, автор понад 60 скульптурних та понад 150 графічних реконструкцій.
В Україні відома відтворенням (реконструкцією) образа Івана Сірка.

## Біографія
Освіта
- 1942—1943 — Казанський медичний інститут, лікувальний факультет (рос. лечебный факультет
- 1943—1947 — 2-й Московський державний медичний інститут(інші мови)
- 1947—1950 — 2-й МДМІ, аспірантура, спеціальність «нормальна анатомія»

## Праці
- Лебединская Г. В. Реконструкция лица по черепу (методическое руководство). — М.: Старый сад. 1998. — 125 с.
- Лебединская Г. В. Облик далеких предков: Альбом скульптурных и графических реконструкций. — Наука, М., 2006. — 244 с.